# Sida chrysantha
Sida chrysantha är en malvaväxtart som beskrevs av Ulbrich. Sida chrysantha ingår i släktet sammetsmalvor, och familjen malvaväxter. Inga underarter finns listade i Catalogue of Life.